# Белорусский коллаборационизм во Второй мировой войне

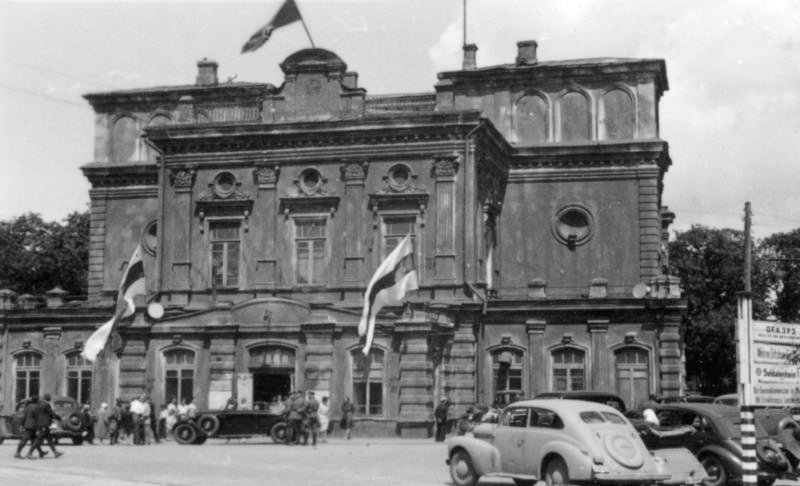
Ставка Белорусской центральной рады в здании нынешнего театра имени Янки Купалы, Минск, июнь 1943 года

Печать Белорусской Центральной Рады. 1943

Белору́сский коллаборациони́зм — политическое, экономическое и военное сотрудничество с оккупационными немецкими властями во время Второй мировой войны на территории Белоруссии, а также лицами белорусской национальности на прочей территории нацистской Германии (Третьего рейха).

## Причины
Основными причинами белорусского коллаборационизма являлись недовольство населения, подвергавшегося массовым репрессиям, переселениям и расстрелам советской властью, желанием восстановления независимости, национальным сознанием. Повлияла также деятельность представителей Белорусской Народной Республики (БНР), группы сторонников ксендза В. Годлевского (он сам и часть его последователей в дальнейшем разочаровались в немцах и перешли к подпольной борьбе против них) и др. 

## Подготовка белорусской коллаборации до нападения Германии на СССР
Сотрудничество некоторых представителей белорусского политического актива с Третьим рейхом началась в середине−конце 1930-х годов. Летом 1933 г. ведомство заграничной политики НСДАП завязало контакт с Ф. Акинчицем — идеологом и предводителем небольшой группы белорусских нацистов (Белорусской национал-социалистической партии). При поддержке ведомства эта группа начала издание в Вильно журнала «Новы шлях». Почти одновременно в Берлине был создан Союз белорусских студентов в Германии.
Третий президент БНР Василий Захарка написал подробный доклад о политическом, экономическом и культурном положении Белоруссии, а также обратился с меморандумом на имя Гитлера с просьбой учесть «белорусский вопрос». Позже Захарко отошёл от идеи сотрудничества с Германией.
В конце 1939 г. в Министерстве внутренних дел Германии было создано Белорусское представительство — сначала в Берлине, а затем в других городах Германии. Оно занималось выявлением и вербовкой лиц, желающих оказывать помощь Германии в белорусских вопросах. Кроме того, был создан Белорусский комитет самопомощи — организация, активно вербовавшая членов среди белорусов, проживающих в Германии. С началом Второй мировой войны немецкое командование создало в Варшаве и Бяла Подляске базы для переброски белорусской агентуры на территорию СССР. В Берлине в лагере Вуставу из числа белорусских националистов были организованы курсы пропагандистов и переводчиков для работы в Белоруссии после смены власти.
В 1940 г. руководством «правой белорусской эмиграции» немецкому руководству было предложено организовать деятельность белорусских национал-социалистов, в том числе, вести подготовку диверсионных кадров из числа пленных военнослужащих Войска Польского в целях их заброски на территорию СССР.
Весной 1941 г. началось формирование первого белорусского подразделения. В составе полка Бранденбург 800 был подготовлен 1-й штурмовой взвод в количестве 50 человек. Аналогично немцы готовили десантников варшавского Белорусского комитета, в число которых включались пленные белорусы-добровольцы бывшей польской армии. После сформирования, эти два подразделения были введены в оперативное подчинение штаба «Валли».
Задачами диверсантов было проведение диверсий в ближнем советском тылу, физическое уничтожение командного и начальствующего состава РККА, передача разведывательной информации по радио.

## Во время немецкой оккупации Белоруссии

### Генеральный округ Белоруссия

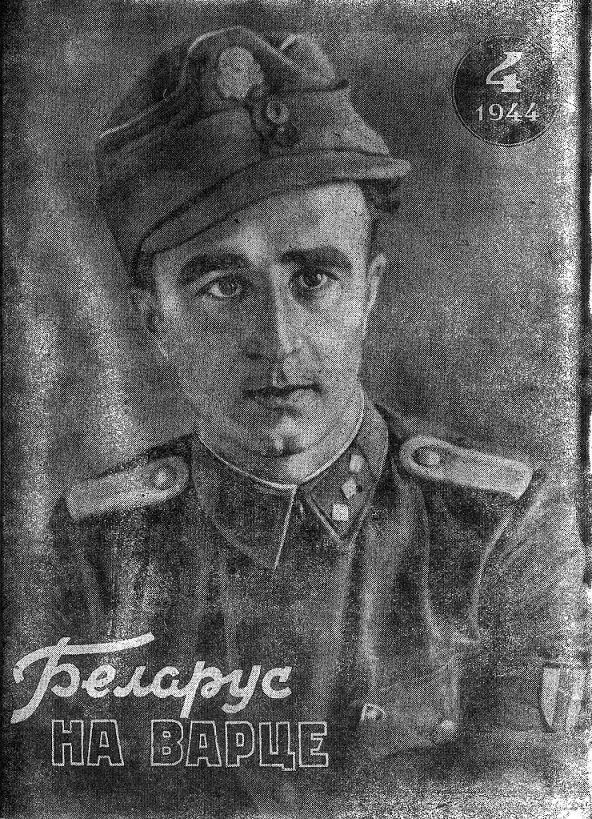
Обложка 4-го номера журнала «Беларус на варце»

Вместе с наступающими частями немецкой армии в Белоруссию прибыли из эмиграции Фабиан Акинчиц, Владислав Козловский, активисты БНСП, Иван Ермаченко, Радослав Островский и другие коллаборационисты. В начальный период войны развитие политической и военной коллаборации происходило незначительными темпами, что объясняется успехами немцев на фронте и отсутствием для них необходимости развития коллаборационистских структур. Немецкое руководство надеялось на быструю победу в войне и скептически воспринимало способности белорусского населения к национально-государственному строительству по причине слабости этнического самосознания. Деятельность коллаборационистов в этот период сводилась в основном к работе неполитических структур, крупнейшей из которых являлась Белорусская народная самопомощь, созданная 22 октября 1941 года, целью которой провозглашалась забота о здравоохранении, вопросы образования и культуры.
При помощи белорусских коллаборационистов немецкие власти пытались использовать в своих целях научные кадры, которые оказались на оккупированной территории. В июне 1942 года ими было создано «Белорусское научное общество». Его почётным президентом стал гауляйтер Белоруссии Вильгельм Кубе. Однако, белорусские учёные бойкотировали работу общества, и оно существовало только на бумаге. Также были созданы другие неполитические коллаборационистские структуры («Женская лига», профсоюзы и др.). Вместе с тем, попытки создания белорусского Вольного корпуса самообороны оказались неудачными по причине противодействия военных властей и СС. Создание его было провозглашено в июне 1942 года в количестве 3 дивизий. Создано было, однако, около 20 батальонов, которые так и не решились вооружить, а уже весной 1943 года распустили. Неудачной оказалась также попытка создания белорусской автокефалии с целью отрыва белорусских верующих от Московского Патриархата.
Обстановка, сложившаяся к 1943 году, заставила немецкое командование пересмотреть своё отношение к коллаборационистскому движению. В значительной степени это произошло благодаря усилиям министра восточных оккупированных территорий Альфреда Розенберга, который являлся сторонником создания коллаборационистских администраций. 22 июня 1943 года был формально создан Союз белорусской молодёжи (СБМ), ставший аналогом гитлерюгенда в Белоруссии (фактически существовал с 1942 г.). По инициативе Кубе 27 июня 1943 года было провозглашено создание Рады доверия при Генеральном комиссариате Белоруссия. Этот орган представлял собой административную комиссию, единственной задачей которой была отработка и представление оккупационным властям пожеланий и предложений от населения. 21 декабря 1943 года вместо Рады доверия по инициативе Курта Готберга (ставшего Генеральным комиссаром после убийства партизанами Кубе) была создана Белорусская центральная рада (БЦР), президентом которой назначен начальник управы Минского округа Радослав Островский (1887−1976). Деятельность Рады не была эффективной, поскольку Рада не имела реальной политической власти (только в вопросах социальной опеки, культуры и образования имела право на относительно самостоятельные решения), а её члены придерживались различных взглядов на будущее Белоруссии и зачастую не знали местных условий. В глазах населения она не могла иметь авторитета. Рада косвенно была связана с военными преступлениями — в частности, с проведением этнических чисток против польского населения.
В оккупированной Белоруссии издавалось множество коллаборационистских газет и журналов: «Беларуская газэта» (Белорусская газета — Беларуская газэта (1941), «Пагоня» (Погоня), «Biełaruski hołas» (Белорусский голос), «Новы шлях» (Новый путь) и т. д. Эти издания вели антисемитскую, антисоветскую и профашистскую пропаганду. В специальной статье, опубликованной 25 сентября 1943 года после уничтожения Кубе в «Белорусской газете», редактор этой газеты Владислав Козловский писал: «Сердце сжимает скорбь… Его (то есть Кубе — авт.) нет больше среди нас. Генеральный комиссар Вильгельм Кубе был одним из наилучших, наисердечнейших друзей…, который думал и говорил так, как каждый белорусский националист…».

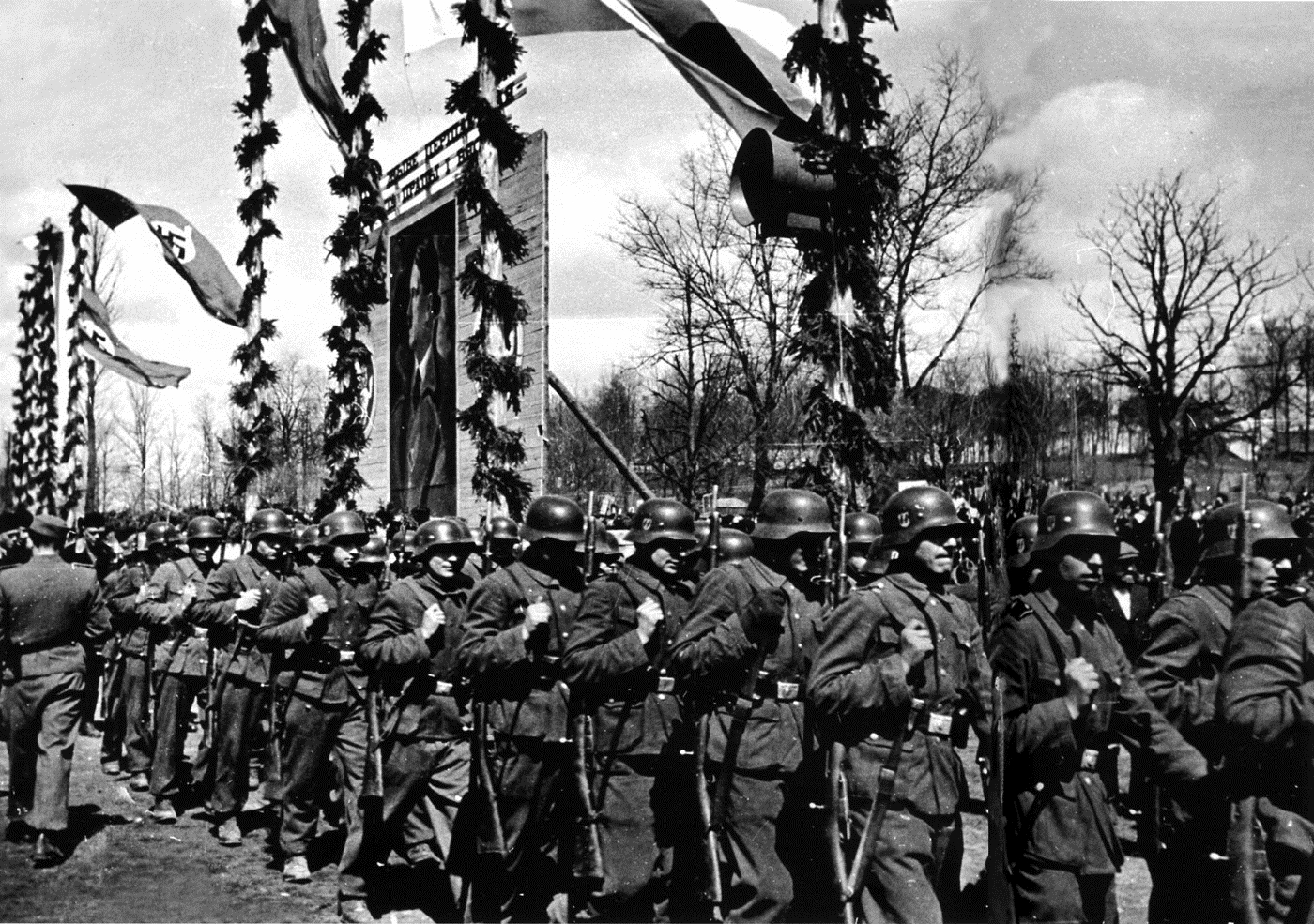
Участники 13-го полицейского батальона СД в Минске, 1 мая 1944 года

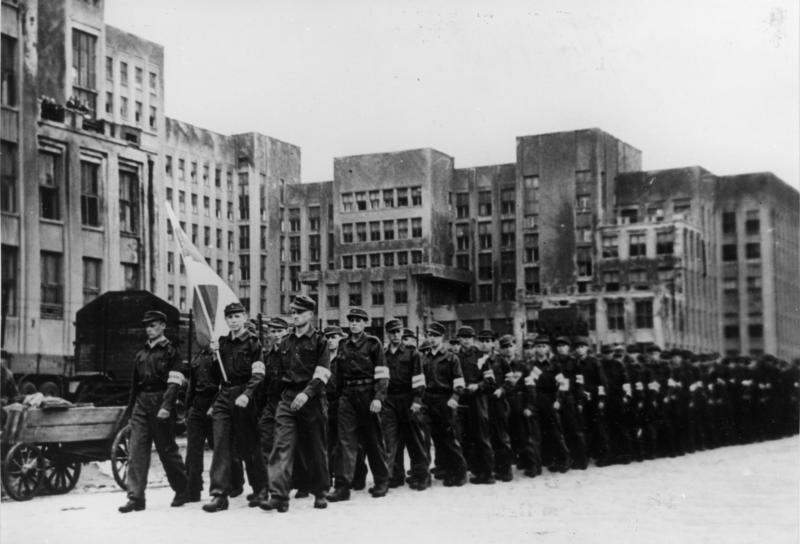
На пути к железнодорожному вокзалу в Минске возле нынешнего дома правительства коллаборационисты маршируют мимо Р. Островского, июнь 1944 года

23 февраля 1944 года Курт Готберг издал приказ о создании Белорусской краевой обороны (БКО) — военного коллаборационистского формирования, руководителем которого был назначен Франц Кушель, и поручил БЦР провести мобилизацию. Сформированные к концу марта 45 батальонов БКО были плохо вооружены. Постепенно снижалась их дисциплина, не хватало офицеров. К концу оккупации БКО использовалась для борьбы с партизанами, охраны различных объектов и хозяйственных работ. Важнейшими направлениями деятельности БЦР на завершающем этапе войны стали реорганизация частей БКО и пополнение белорусских военных формирований за счёт вербовки новых солдат, создание вспомогательных контингентов для использования их в системе обороны Германии, организация антисоветского партизанского движения на территории Беларуси. Первоначально предполагалось переформировать БКО в Белорусский легион. В рамках подготовки к этой реорганизации в сентябре 1944 года в Берлине был создан первый кадровый батальон БКО (422 человека) под командованием капитана Петра Касацкого, ставший резервом и школой офицерских кадров для будущих частей. Тогда же из числа завербованных «Союза Белорусской Молодёжи» в качестве «помощников ПВО» (от 2,5 до 5 тыс. человек) были отобраны группы для обучения в зенитно-артиллерийской школе. После окончания курса учёбы их включили в состав частей противовоздушной обороны Берлина.
27 июня 1944 года в Минске был проведён Второй Всебелорусский конгресс, в котором приняли участие большинство активных лидеров коллаборационистов. Конгресс проходил в условиях приближения к Минску Красной Армии, проводившей крупную наступательную операцию в Беларуси. На конгрессе была выражена всесторонняя поддержка Германии, а кроме того, было провозглашено восстановление «независимой БНР», при этом БЦР становилась «преемником Рады БНР» и «единственным законным правительством Белоруссии». Было также разработаны планы антисоветских диверсионных и партизанских операций в Белоруссии, в случае полного отступления немецких войск с её территории. Через несколько дней «правительство» новой «БНР» было эвакуировано.
З. Позняк дал такую оценку тем событиям:

Несокрушимость Белоруссии и белорусской национальной идеи засвидетельствовала тем временем Вторая мировая война. С 1941 по 1944 годы центральная Беларусь (на которой действовала немецкая гражданская администрация во главе с В. Кубе) пережила мощный национальный подъём. Это совершенно озадачило большевиков и привело Москву в бешенство. С возвращением советов в Белоруссию сотни тысяч сознательных белорусов эмигрировали на Запад.

### Другие территории
- Республика Зуева

### Белорусские коллаборационистские организации и формирования

#### Основные организации
- Белорусская рада доверия. Председатель Вацлав Ивановский.
- Белорусская центральная рада (БЦР). Президент Радослав Островский.
- Белорусская народная самопомощь (БНС) Руководитель Юрий Соболевский.
- Белорусская независимая партия (БНП).
- Союз белорусской молодёжи (СБМ). Руководители — Надежда Абрамова (1942−1943), Михаил Ганько (с 1943)

#### Белорусские вооружённые формирования
- Белорусский корпус самообороны (БСА) — оккупационная полиция. Руководитель Иван Ермаченко.
- Белорусская краевая оборона (БКА). Командир Франц Кушель.
  - 1-й кадровый батальон Белорусской краевой обороны[бел.]
- Белорусская освободительная армия
- Новогрудский эскадрон
- Белорусская вспомогательная полиция

#### Белорусский шуцманшафт
Шуцманша́фт (нем. Schutzmannschaft), сокращённо шу́ма (нем. Schuma) — «охранные команды», особые подразделения, первоначально, в составе вспомогательной полиции порядка Третьего рейха на оккупированных территориях, карательные батальоны, действовавшие под непосредственным командованием немцев и вместе с другими немецкими частями. Как правило, формировалась из местного населения и военнопленных.
В таблице приведены данные по белорусским шуцманшафт батальонам с 1943 по 1944 годы.[уточнить]
| № батальона                             | Сформирован   | Дислокация        | Подчинение                             | Численность 1943−1944 |
| --------------------------------------- | ------------- | ----------------- | -------------------------------------- | --------------------- |
| № 45 (охранный)                         | сентябрь 1943 | Барановичи        | Начальник полиции порядка «Белоруссии» | 180−240               |
| № 46 (охранный)                         | лето 1943     | Новогрудок        | Начальник полиции порядка «Белоруссии» | 187−167               |
| № 47 (охранный)                         | лето 1943     | Минск             | Начальник охранной полиции «Минск»     | 320−380               |
| № 48 (фронтовой)                        | лето 1943     | Слоним            | Начальник полиции порядка «Белоруссии» | 592−(615)590          |
| № 49 (охранный)                         | лето 1943     | Минск             | Начальник охранной полиции «Минск»     | 327−314               |
| № 56 (артиллерийский)                   | 04.1943       | Минск             | Начальник охранной полиции «Минск»     | 230−280               |
| № 60 (фронтовой)                        | 01.1944       | Снов — Барановичи | Начальник полиции порядка «Белоруссии» | 562−526               |
| № 64 (фронтовой, а с мая 1944 охранный) | 02.1944       | Глубокое          | Начальник полиции порядка «Белоруссии» | 100−165               |
| № 65 (фронтовой)                        | 02.1944       | Новогрудок        | Начальник полиции порядка «Белоруссии» | 150−477               |
| № 66 (фронтовой)                        | 02.1944       | Слуцк             | Начальник полиции порядка «Белоруссии» | 120−172               |
| № 67 (охранный)                         | 02.−03.1944   | Вилейка           | Начальник полиции порядка «Белоруссии» | 130−223               |
| № 68 (фронтовой)                        | 15.03.1944    | Новогрудок        | Начальник полиции порядка «Белоруссии» | 150−600               |
| № 69 (фронтовой)                        | 03.1944       | Могилёв           | Фюрер СС и полиции «Минск»             | 150−200               |

Впоследствии из части шуцманшафт-батальонов и ряда других коллаборационистских вооружённых формирований в июне 1944 года была сформирована шуцманшафт бригада «Зиглинг» 4-х полкового состава, переформированная в середине августа 1944 года в 30-ю гренадерскую дивизию СС (2-я русская).
Некоторые шуцманшафт-батальоны были позднее также непосредственно переведены в состав подразделений СД и войск СС.

#### В вооружённых силах Германии
- 1-й белорусский штурмовой взвод
- Белорусский батальон железнодорожной охраны
- 13-й белорусский полицейский батальон СД
- 30-я гренадерская дивизия СС (1-я белорусская)
- Гренадерская бригада войск СС (1-я белорусская)
- Белорусский десантный батальон «Дальвитц»
- Часть белорусского контингента влилась в 38-ю гренадерскую дивизию СС «Нибелунген» из 1-й белорусской дивизии СС

## Коллаборационисты после освобождения Белоруссии
Сразу после проведения II Всебелорусского конгресса началась эвакуация руководства и формирований коллаборационистов в Германию, где они продолжили свою деятельность. В июле−августе 1944 г. в распоряжение БЦР был передан центр подготовки абвера в Дальвице (Восточная Пруссия), который получил большое пополнение из эвакуированных батальонов БКО. В первых числах апреля 1945 г. было достигнуто соглашение с представителями спецслужб Третьего рейха под руководством штурмбаннфюрера СС Отто Скорцени о развёртывании на базе этого центра специального батальона «Дальвитц» численностью до 700−800 человек. Кроме того, по приказу рейхсфюрера СС Гиммлера была создана новая 30-я дивизия войск СС (1-я белорусская), именовавшаяся также штурмовой бригадой СС «Беларусь». Активное участие в формировании этих подразделений играл Язэп Сажич (ставший в 1982 году шестым «президентом» Белорусской Народной Республики), передавший в бригаду СС 101 подготовленных им курсантов школы младших офицеров. 30 апреля 1945 года дивизия сдалась американским войскам.
В созданном осенью 1944 года Комитете освобождения народов России были образованы национальные советы (комитеты), в том числе и возглавленный Николаем Будзиловичем белорусский в числе девяти человек. С КОНР сотрудничал председатель II Всебелорусского конгресса Ефим Кипель, а также бывший начальник штаба БКС Владимир Гутько. В марте 1945 года белорусский совет прекратил деятельность.
После окончания войны большинство руководителей коллаборационистского движения переехали в США (в том числе, Радослав Островский), страны Западной Европы и Австралию, где создали белорусские национальные организации или влились в ряды существующих, использовавшихся для борьбы с СССР. Известно о сотрудничестве некоторых бывших коллаборационистов (Франтишек Кушель, Борис Рогуля, Янка Филистович и др.) с ЦРУ, которое организовывало антисоветские диверсионные отряды.